# ماکوتو شینوزاکی
ماکوتو شینوزاکی (انگلیسی: Makoto Shinozaki؛ زادهٔ ۱۹۶۳) کارگردان فیلم، فیلم‌نامه‌نویس، و منتقد سینما اهل ژاپن است.